# Ratan Tata
Ratan Naval Tata, född 28 december 1937 i Bombay, död 9 oktober 2024 i Bombay, var en indisk företagsledare och chef för Tata Group, Indiens största företagskonglomerat.
Han har vunnit flera utmärkelser, inklusive Oslo Business for Peace Award 2010.